# بخش هانتزبورگ (شهرستان گیگا، اوهایو)
بخش هانتزبورگ (به انگلیسی: Huntsburg Township) یک منطقهٔ مسکونی در ایالات متحده آمریکا است که در شهرستان جی‌آگو، اوهایو واقع شده‌است.
 بخش هانتزبورگ ۶۳٫۲ کیلومتر مربع مساحت و ۳٬۶۴۵ نفر جمعیت دارد و ۳۸۴ متر بالاتر از سطح دریا واقع شده‌است.